# تشارلز د. وليامز
تشارلز د. وليامز (بالإنجليزية: Charles D. Williams)‏ هو كاهن كاثوليكي أمريكي، ولد في 30 يوليو 1860 في بلفيو في الولايات المتحدة، وتوفي في 14 فبراير 1923.